# Eva Gronbach

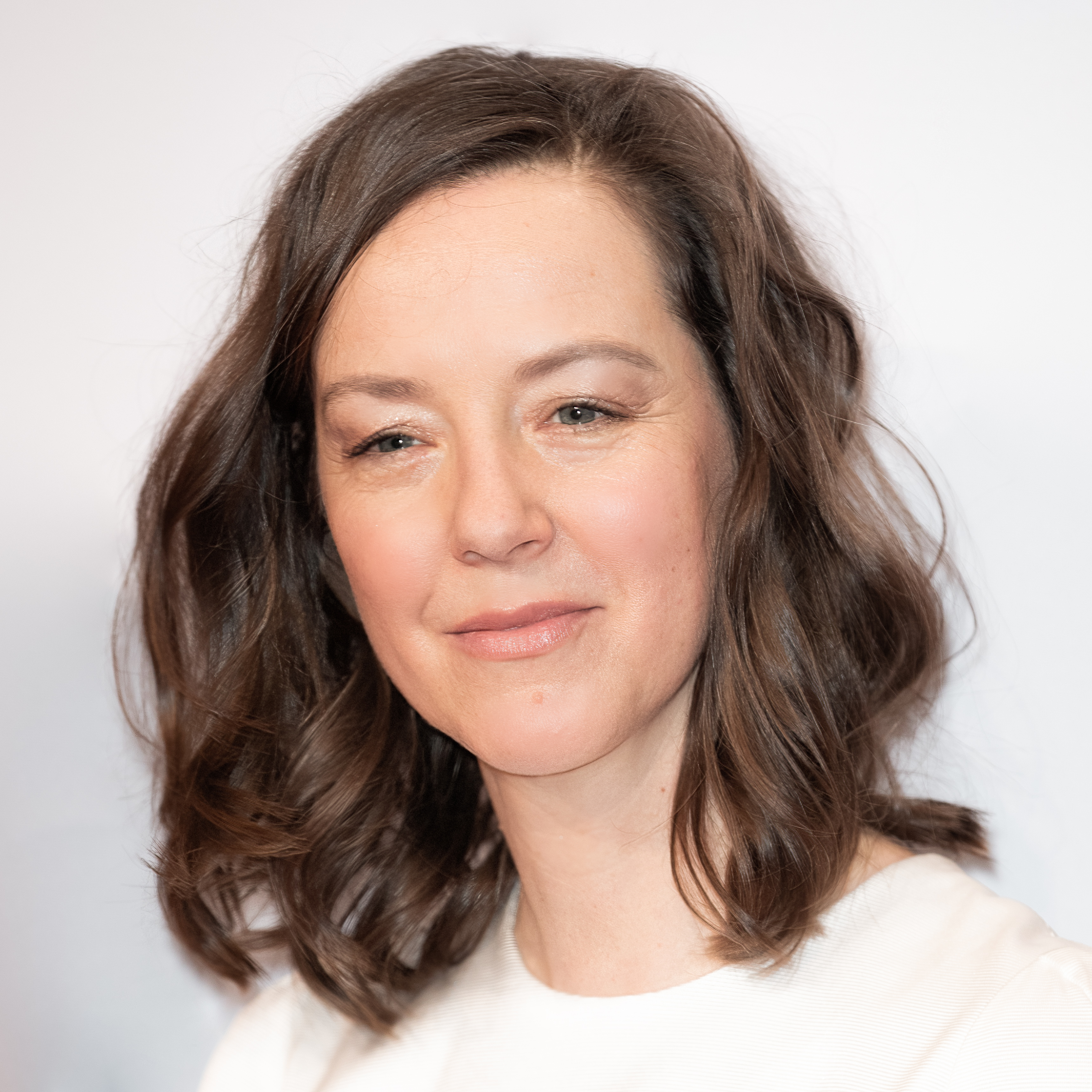
Eva Gronbach, 2019

Eva Gronbach (* 1971 in Köln) ist eine deutsche Modedesignerin, Kuratorin und Dru-Yoga-Lehrerin in Berlin.

## Leben und Arbeit

### Ausbildung
Eva Gronbach wuchs im Rheinland zwischen Köln und Bonn auf. Nach zwölf Jahren Waldorfschule machte sie am Gymnasium Abitur. Anschließend absolvierte sie eine Ausbildung als Damenschneiderin an der Elly-Heuss-Knapp Schule in Düsseldorf. In den folgenden Jahren studierte sie am Institut supérieur des arts visuels La Cambre in Brüssel und erhielt 2000 ihr Diplom in „Stylisme et Création de la Mode“. Während eines Austauschjahrs am Pariser Institut Français de la Mode machte sie zuvor ihren Master of Arts. Gronbach lebt in Berlin.

### Engagements und Auftragsarbeiten
Neben dem Studium arbeitete Gronbach u. a. bei Stephen Jones, Yohji Yamamoto, John Galliano und Hermès. Zur Fußball-WM 2006 produzierte sie das offizielle Fan-Shirt im Auftrag von Deutschland – Land der Ideen, der gemeinsamen Initiative der deutschen Bundesregierung und der deutschen Industrie, vertreten durch den Bundesverband der Deutschen Industrie (BDI). Außerdem entwarf sie eine Schuhkollektion für den Sportschuhhersteller Möbus. 2008 engagierte die Bundeszentrale für politische Bildung Gronbach im Rahmen des Festivals ECHT! - Politik im freien Theater für das Design von Accessoires. Im selben Jahr bekam die Modedesignerin den Auftrag, die Uniform für den europäischen Schnellzug Thalys zu entwerfen. 2013 gestaltete sie in Kooperation mit Köln Tourismus das sogenannte KölnShirt, das aus Bio-Baumwolle hergestellt wurde und als Motiv den Kölner Dom bei Dämmerung zeigt. Zudem entwarf sie erneut Uniformen, dieses Mal für die internationale Hotelkette Novotel. 2018 Gründete Eva Gronbach den ersten Berufsverband für Modedesignerinnen und Modedesigner in Deutschland: German Fashion Designers Federation e.V. Sie ist Vorstandsvorsitzende von GFDF e.V.

### Eigene Labels und Kollektionen
Mit ihren meist schlichten Kollektionen und klarer Formsprache setzt sich Gronbach mit aktuellen politischen und gesellschaftlichen Themen wie nationaler Identität, Weiblichkeit und Nachhaltigkeit auseinander. Ihre Mode provoziert und regt zu Diskussionen an. Sie wird in Europa, Asien und den USA verkauft.
Gronbach gründete die Labels „Eva Gronbach“ und „german jeans“. „Eva Gronbach“ zeichnet sich durch klare Formen und schlichte Eleganz aus. „german jeans“ ist eine Basis-Kollektion für Männer und Frauen. Sie ist inspiriert von der Arbeit der Kumpel im Kohlebergbau. Die Kleidungsstücke werden aus gebrauchten Bergmannanzügen hergestellt und haben einen grau-beige Farbton und deutliche Gebrauchsspuren.
Markenzeichen von Eva Gronbach ist ein stilisierter Adler, der zusammen mit ihrem Namen in Form eines Stempels auf vielen Stücken der Kollektionen sichtbar abgedruckt ist.
Mit ihrer Kollektion „Déclaration d’amour à l’Allemagne“ („Liebeserklärung an Deutschland“) erregte Gronbach im Jahr 2000 internationales Aufsehen. Ihre Motive des stilisierten Bundesadlers, Schwarz-Rot-Gold und des großen D sorgten für Aufmerksamkeit und Kontroversen.

### Ausstellungen und Modeschauen
Die Arbeiten der Designerin werden national und international gezeigt. Sie sind in Museen, auf Fashion Weeks, Ausstellungen und in öffentlichen Institutionen zu sehen. Außerdem wirkt Gronbach als Kuratorin.
Als Gastkuratorin präsentierte sie im Jahr 2003 Stücke von Modeschöpfern in der Ausstellung „In. Femme Fashion – 1780–2004“ im Museum für Angewandte Kunst Köln. Im Fokus stand die Modellierung von Weiblichkeit im Wandel der Zeit. Ein Jahr später kaufte das Museum Teile aus Gronbachs Kollektion.
2004 präsentierte die Modedesignerin ihre Arbeit im Goethe-Institut in Berlin. 2005 arbeitete sie als Kuratorin für das Stadtmuseum Düsseldorf. Für die Ausstellung „Generation Mode“ besuchte sie fünfzig Modeschulen in über dreißig Ländern. Stationen ihrer Reise waren u. a. Tokio, Paris und London, aber auch Ulan Bator, Kapstadt, Dakar, Auckland, Shanghai, Reykjavík, Kingston in Jamaika, Caracas, sowie Taschkent in Usbekistan.
Von 2008 bis 2010 unterhielt die Designerin den eva gronbach Store im Belgischen Viertel in Köln. In Kooperation mit dem Belgischen Haus Köln präsentierten Brüsseler Modeschöpfer 2009 dort ihre Kollektionen mehrere Wochen exklusiv dem deutschen Markt. Gronbach suchte mit dieser Aktion die Beziehungen zwischen Brüssel und Köln, Belgien und Deutschland zu vertiefen.
Einzelstücke aus Gronbachs Kollektionen wurden vom Haus der Geschichte der Bundesrepublik Deutschland in Bonn erworben und sind dort in der Dauerausstellung zu sehen. Außerdem erwarb das LWL-Industriemuseum Teile der „german jeans“-Kollektion. 2011 lud das Jüdische Museum Berlin die Designerin ein, ihre Arbeiten aus den vergangenen zehn Jahren in der Ausstellung „how german is it?“ zu zeigen. 2012 nahm Gronbach an der MANIFESTA 09 European Art Biennale teil.
Im September 2015 präsentiert Gronbach in der Show "Relight - Best of Eva Gronbach" ihre Arbeit der vergangenen 15 Jahre im Rahmen des Futur25 Festivals, das die Bundeszentrale für politische Bildung zusammen mit dem Bundesministerium des Innern anlässlich des 25-jährigen Jubiläums der deutschen Wiedervereinigung im Radialsystem V in Berlin organisiert.

### Modedesignkurse an Schulen und Universitäten
Die Arbeit mit Kindern und jungen Erwachsenen zeichnet Gronbachs Schaffen aus. Die Künstlerin initiiert und lehrt Fashion Design-Klassen in deutschen Schulen. Zudem tritt sie als Speakerin auf Kongressen und in Fernsehshows auf, u. a. in der Berliner Akademie der Künste und auf dem Kongress „Kinder zum Olymp!“, wo sie auch Workshops organisierte. Im Mai 2008 war sie als Gastdozentin an der Köln International School of Design (KISD) tätig. Mit dem Thema „Transformationsprozess in Modedesign“ führt sie Studenten an das Thema Mode heran. Im Jahr 2009 leitete Gronbach Designerwerkstätten für Schüler im Ruhrgebiet. Gefördert wurde das Projekt durch das Land NRW. Die Entwürfe der Schüler wurden 2010 im Rahmen von RUHR.2010 – Kulturhauptstadt Europas in einer Modenschau präsentiert. Seit 2014 arbeitet Gronbach als Dozentin für Modedesign an der Internationalen Modeschule (ESMOD) in Berlin.
Seit 2008 bis heute engagiert sich Eva Gronbach für Mode als Gegenstand kultureller Bildung in Schulen.
In Kooperation mit der Bundeszentrale für politische Bildung entwickelt Eva Gronbach das Projekt Mode-bewusst sein. Hier arbeitet sie mit Schulklassen. Sie ermöglicht Kindern und Jugendlichen eine künstlerische-kreative Auseinandersetzung mit der Frage „Wer bin ich? Wo komme ich her? Wo gehe ich hin? Zudem gehöre ich?“

### Dru Yoga
Nach 20 Jahren Yoga Praxis und 10 Jahren Dru Yoga Praxis nahm Eva Gronbach von 2015 bis 2017 am Dru Yoga Teacher Training in Wales und Portugal teil und ist zertifizierte Dru Yoga Lehrerin. Seit 2018 hat Gronbach ihre eigene Dru-Yoga-Klasse in Berlin-Mitte/Prenzlauerberg.

## Auszeichnungen
- 2021 erhält Eva Gronbach den Art Directors Club Winning Price "editorial" für das Shooting im Bundestag für das F.A.Z. Magazin "MODE MAL ANDERS" fotografiert von Lotterman und Fuentes.
- 2004 erhielt Gronbach den T-Com Inspire Award für ihre Kollektion „Déclaration d’amour à l’Allemagne“ („Liebeserklärung an Deutschland“).
- 2010 gewann Gronbach beim ersten German Fashion Film Award Berlin den dritten Platz in der Kategorie Männermode.

## Kollektionen (Auszug)
- 2000/01: „Déclaration d’amour à l’Allemagne“ – modische Liebeserklärung an Deutschland. Ziel der Designerin war es, Deutschland gegenüber ein positives Gefühl zu entwickeln, ohne patriotisch oder gar nationalistisch zu wirken. Die deutschen Nationalfarben verarbeitete sie hier eher unauffällig.
- 2002: „Liebeserklärung an Deutschland“ – Die elegante Mode ist vornehmlich schwarz und weiß und trägt dezente Applikationen in den deutschen Nationalfarben.
- 2003: „mutter erde vater land“ – Pullover und Jacken tragen teils Applikationen mit stark verfremdeten Adlerschwingen. Die deutschen Nationalfarben werden offensiv einsetzt. Einige Stücke tragen einen Aufdruck wie z. B. „Heimat ist Heimat“, „schwarz rot gold“ oder „mutter erde vater land“. Die Models haben ihre Wurzeln zum größten Teil in Asien und Afrika.
- 2004/2005: „my new police dress uniform“ – bequemer Freizeitlook in Dunkelblau. Hier arbeitete Eva Gronbach erneut mit dem Adler als Symbol und den deutschen Nationalfarben. Das Magazin DEUTSCH bringt hierzu eine Fotostrecke heraus.
- Herbst/Winter 2005/06: „myfile – mein Profil“ – Mode als Bekenntnis zum Ich. Kooperation mit Bayer MaterialScience. Die Kollektion sollte Transparenz, Offenheit und Friedfertigkeit ausdrücken. Gronbach verwendete Technogel, ein gelförmiges, transparentes Material, das zum ersten Mal in der Mode zum Einsatz kommt. Klassische Kleidungsstücke aus hochwertigen schwarzen Wollstoffen wurden mit gegossenen Gel-Elementen versehen.
- 2006: „Fandress“ zur WM in Deutschland „ICH BIN EIN FAN VON DIR“, Auftrag von Deutschland – Land der Ideen.
- Sommer 2006: „Glück auf“ – Aus Arbeitskleidung der Kumpel fertigte sie Freizeit- und Straßenkleidung. Der harte, kratzige Baumwollstoff wurde durch mehrmaliges Kochen weich und anschmiegsam. Zwar kann der oberflächliche Schmutz entfernt werden, die Ölflecken, Löcher und die Personalnummern der ehemaligen Grubenarbeiter sind noch zu sehen.
- Herbst/Winter 2006/07: „the sacrosanct“ (dt.: hochheilig, unantastbar) – das Thema der globalen Missachtung von Menschenrechten wird aufgegriffen. Jacken und Shirts waren z. B. mit der Silhouette eines zusammengekauerten Gefangenen und mit einem Text der Menschenrechte versehen. Die Kleidungsstücke hatten teilweise die orange Farbe der Häftlingskleidung aus dem Gefangenenlager der Guantanamo Bay Naval Base.
- Frühjahr/Sommer 2007: Die schlichte und elegante Kollektion wurde dem Künstler Karl Valentin (1882–1948) gewidmet.
- 2008: Uniform-Kollektion für die Mitarbeiter des europäischen Hochgeschwindigkeitszugs Thalys.
- 2013 Design der neuen Uniformen der internationalen Hotelkette Novotel.
- 2014–2015 Dozentin für Modedesign an der Esmod – Int. Kunsthochschule für Mode Berlin.
- 2015 Auftrag der Bundesregierung zu 25 Jahre Deutsche Einheit „Declaration of love in germany“
- 2015–2016 Dru Yoga Lehrer Ausbildung Wales UK DruYoga.
- 2016 Workshop Fashion&Fair Trade Kunst-und Wissenscamp SAVE THE WORLD/YOUNG PLANET Theater Bonn.
- 2016–2017 Lehrauftrag im Bereich Marketing im staatlichen Bacheler Studiengang an der EC Europa Campus Hochschule Standort Frankfurt, Mannheim und Karlsruhe.
- 2017–2019 Strategie und Crossmediale Kommunikation Freunde der Erziehungskunst.
- 2018 Lehrerlehrgang zum Thema Modedesign Dillingen, Bayern. Die Akademie für Lehrerfortbildung und Personalführung in Dillingen, Bayern, beauftragte Eva Gronbach erstmals einen Lehrerlehrgang zum Thema Modedesign auszurichten.
- 2018 Gründung German Fashion Designers Federation e.V. Vorstandsvorsitzende GFDF e.V.